# Токоизмерительные клещи

Высоковольтные токоизмерительные клещи

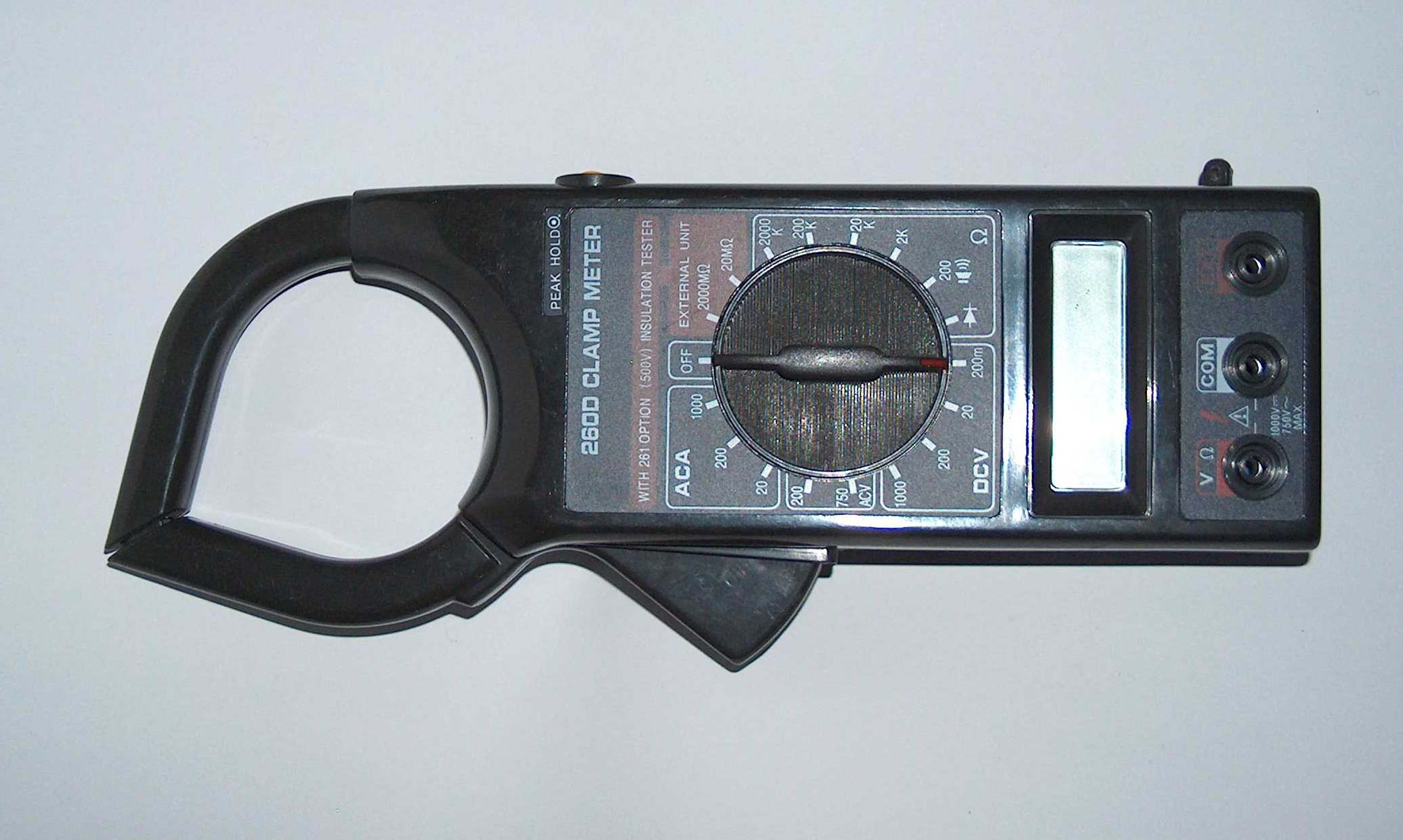
Цифровой мультиметр с токоизмерительными клещами

Токоизмери́тельные кле́щи, токовые клещи — прибор для измерения тока без разрыва цепи, в которой измеряется ток, и без электрического контакта с ней.
Принцип действия основан на измерении магнитного поля, порождаемого измеряемым током.
Классические токовые клещи, часто называемые клещами Дитце, позволяют измерять только переменный ток и представляют собой по сути трансформатор тока с разъёмным тороидальным или близким по форме к тороидальному ферромагнитным сердечником, окно которого при измерении охватывает провод с током. Такие клещи реагируют не на сам ток, а на скорость его изменения — производную тока по времени.
Принцип работы современных токовых клещей основан на прямом измерении магнитного поля, порождаемого током в проводнике вокруг проводника с помощью датчика Холла и позволяют измерять ток произвольной формы, в том числе и постоянный ток.

## Принцип действия

### Клещи на основе трансформатора тока
Принцип действия токоизмерительных клещей — трансформаторов тока основан на том, что ток, протекающий в проводе создаёт вихревое магнитное поле, силовые линии которого окружают проводник. На разъёмном для возможности ввода проводника в окно магнитопровода, изготовленного из магнитомягкого ферромагнитного материала намотана вторичная обмотка, подключённая ко вторичному электроизмерительному прибору, шкала которого проградуирована в единицах тока. Таким образом, этот трансформатор тока имеет две обмотки, первичная — один виток это провод с измеряемым током и многовитковую вторичную обмотку.
В соответствии с законом электромагнитной индукции Фарадея во вторичной обмотке наводится ЭДС, величина которой прямо пропорциональна скорости изменения магнитного потока, охватываемого вторичной обмоткой. Трансформатор тока применяется в режиме, близком к короткому замыканию выходной обмотки, наводимый во вторичной цепи ток размагничивает магнитопровод до уровня магнитного потока, вызывающего во вторичной цепи ЭДС, равный сумме падений напряжения при токе вторичной цепи. В идеальном случае при нулевом сопротивлении цепи, ток вторичной обмотки строго пропорционален току первичной цепи (с коэффициентом пропорциональности, равным соотношению числа витков на магнитопроводе), а в реальном случае при низком сопротивлении достаточно близок к идеальному. Таким образом, по измерениям тока вторичной цепи косвенно измеряют и ток первичной.
Такие клещи применяются обычно для измерения токов промышленной частоты, частота которой отклоняется незначительно от номинальной (50 или 60 Гц), и форма тока близка к синусоидальной, с достаточной для практических измерений точностью можно считать, что среднеквадратическое значение измерительного тока прямо пропорционально действующему значению измеряемого тока.

### Клещи с датчиком Холла
Магнитопровод таких клещей не отличается по конструкции от такового у клещей со вторичной обмоткой, но в размыкаемом зазоре магнитопровода помещают датчик Холла. Первичный ток порождает магнитное поле в магнитопроводе, величина которого прямо пропорциональна току, а не производной тока, как у трансформаторных клещей. Так как ЭДС датчика Холла прямо пропорциональна полю, то по измерениям ЭДС Холла можно косвенно измерить ток в проводе, причём форма тока не имеет значения, например, прямоугольный, произвольной формы или постоянный. Так как ЭДС Холла меняет знак при изменении направления поля, такое устройство позволяет измерить не только величину, но и направление измеряемого тока. В некоторых моделях таких клещей предусмотрена возможность подключения дополнительного датчика тока — пояса Роговского, что позволяет измерять большие переменные токи (до 3000А) на проводниках крупного сечения, например, на шинах распределительных устройств.

## Конструкция клещей трансформаторного типа
Клещи состоят из:
- Разъёмного подпружиненного магнитопровода, выполненного из ферромагнитного шихтованного материала, на который надета многовитковая катушка, являющаяся вторичной обмоткой.
- Отсчётного устройства, в качестве которого может быть либо стрелочный прибор магнитоэлектрической системы с выпрямлением либо электронный прибор с цифровым указателем.
- Переключателя диапазонов измеряемых токов.
- Рукоятки для удержания клещей и изоляции между цепью измерения и оператором — модели для измерения в сетях выше 1000 В. Низковольтные клещи рукояток не имеют и их удержание осуществляется за диэлектрический корпус.

Разъёмный магнитопровод и измерительный элемент интегрированы в общий корпус.
Часто токоизмерительные клещи конструктивно совмещаются с мультиметром: с помощью такого прибора можно измерять дополнительно постоянное и переменное напряжение, сопротивление, постоянный ток (с разрывом цепи) — для этого в приборе имеются соответствующие гнёзда для щупов, а также переключатель режимов измерения. Существуют модели приборов, с помощью которых можно измерять непосредственно потребляемую активную мощность (у таких моделей одна из шкал градуирована в единицах мощности). Выпускаются также специальные клещевые приставки к мультиметрам, которые представляют собой лишь разъёмный магнитопровод в корпусе с кабелем, который подсоединяется к токовым входам мультиметра. Коэффициент трансформации клещевой приставки обычно 1000:1, то есть 1А — первичный / 1мА — вторичный (выходной). Таким образом, мультиметр может использоваться для измерения переменного тока, многократно превышающего предел измерения самого мультиметра.

## Измерение тока
Измерение тока с помощью клещей Дитце производится в следующем порядке:
- Присоединяют рукоятки к прибору (для высоковольтных клещей).
- Включают питание прибора (у электронных моделей).
- Устанавливают с помощью переключателя необходимый ожидаемый диапазон измеряемого тока;
- Нажатием на специальную кнопку или на рукоятки (для высоковольтных клещей) размыкают магнитопровод и охватывают им провод с током при измерения необходимо охватить только один провод, иначе при охвате нескольких проводов прибор покажет алгебраическую сумму токов, пронизывающих окно магнитопровода, например, при охвате обоих проводов однофазного потребителя клещи покажут близкое к нулю значение тока (дифференциального тока, так как в такой паре проводов токи текут в противоположных направлениях и равны), а затем отпускают кнопку (или прекращают разведение рукояток — у высоковольтных клещей) — под действием встроенной пружины магнитопровод защёлкивается и охватывает провод.
- Производят отсчёт показаний по шкале с учётом выбранного диапазона измерения.
- При необходимости производят коррекцию показаний на влияющие факторы.

## Преимущества
- Измерение тока без разрыва контролируемой цепи.
- Возможность простого измерения в цепях с напряжением до 10 кВ.
- Возможность измерять ток очень большой силы, что физически неосуществимо для амперметров прямого включения (непосредственно в разрыв цепи).
- Компактность прибора.

## Недостатки
- Невысокий класс точности (обычно 2,0 — 3,0; у стрелочных моделей — до 4.0).
- Некоторая зависимость показаний от положения токонесущего проводника в окне магнитопровода клещей.
- Искажение показаний в недорогих моделях от присутствия в измеряемом токе высших гармоник и от изменения частоты измеряемого тока — прибор даёт правильные показания только при синусоидальном измеряемом токе (одна из причин этого — применение в качестве измерителя магнитоэлектрической системы с выпрямлением). В современных электронных приборах этот недостаток компенсируется схемным либо программным способом.